# دانتو سوجياما
دانتو سوجياما (باليابانية: 杉山 弾斗) (مواليد 20 مايو 1999) هو لاعب كرة قدم ياباني.

## وصلات خارجية
- دانتو سوجياما على موقع رابطة كرة القدم اليابانية للمحترفين (اليابانية)
- دانتو سوجياما على موقع قاعدة بيانات كرة القدم.إي يو (الإنجليزية)
- دانتو سوجياما على موقع Soccerway.com (الإنجليزية)
- دانتو سوجياما على موقع عالم كرة القدم.نت (الإنجليزية)